# Bahnstrecke Vielsalm–Born
| |                      |                                                     |                                         |
| Streckennummer: | L 47A                |                                                     |                                         |
| Streckenlänge: | 23,0 km              |                                                     |                                         |
| Spurweite: | 1435 mm (Normalspur) |                                                     |                                         |
| |                      |                                                     |                                         |
| \| \| \| von Luxemburg (L 42) \| \| \| \| 0,0 \| Vielsalm \| Vielsalm \| \| \| \| Abzw Vielsalm nach Spa / Lüttich (L 42) \| \| \| \| 0,9 \| Abzw Sous Bois \| Abzw Sous Bois \| \| \| 1,5 \| Vielsalm-Sous-Bois \| Vielsalm-Sous-Bois \| \| \| \| Viadukt von Hermanmont (260 m) \| \| \| \| 8,4 \| Burtonville \| Burtonville \| \| \| \| ehemalige belgisch-deutsche Grenze \| \| \| \| 16,8 \| Recht \| Recht \| \| \| 19,2 \| Ligneuville \| Ligneuville \| \| \| \| Freiherr-von-Korff-Brücke (285 m) \| \| \| \| \| \| \| \| \| \| von Aachen-Rothe Erde und Stolberg (L 48, abgebaut) \| \| \| \| \| \| \| \| \| 23,0 \| Born \| Born \| \| \| \| nach Sankt Vith (L 48, abgebaut) \| \| |                      |                                                     |                                         |
| Strecke |                      | von Luxemburg (L 42)                                | von Luxemburg (L 42)                    |
| Bahnhof | 0,0                  | Vielsalm                                            | Vielsalm                                |
| Abzweig ehemals geradeaus und nach links · Abzweig quer und ehemals von links |                      | Abzw Vielsalm nach Spa / Lüttich (L 42)             | Abzw Vielsalm nach Spa / Lüttich (L 42) |
| | 0,9                  | Abzw Sous Bois                                      | Abzw Sous Bois                          |
| Bahnhof (Strecke außer Betrieb) | 1,5                  | Vielsalm-Sous-Bois                                  | Vielsalm-Sous-Bois                      |
| Brücke (Strecke außer Betrieb) |                      | Viadukt von Hermanmont (260 m)                      | Viadukt von Hermanmont (260 m)          |
| Haltepunkt / Haltestelle (Strecke außer Betrieb) | 8,4                  | Burtonville                                         | Burtonville                             |
| Grenze (Strecke außer Betrieb) |                      | ehemalige belgisch-deutsche Grenze                  | ehemalige belgisch-deutsche Grenze      |
| Bahnhof (Strecke außer Betrieb) | 16,8                 | Recht                                               | Recht                                   |
| Haltepunkt / Haltestelle (Strecke außer Betrieb) | 19,2                 | Ligneuville                                         | Ligneuville                             |
| Strecke von links (außer Betrieb) · Kreuzung geradeaus oben (Strecken außer Betrieb) |                      | Freiherr-von-Korff-Brücke (285 m)                   | Freiherr-von-Korff-Brücke (285 m)       |
| |                      |                                                     |                                         |
| |                      | von Aachen-Rothe Erde und Stolberg (L 48, abgebaut) |                                         |
| |                      |                                                     |                                         |
| Bahnhof (Strecke außer Betrieb) | 23,0                 | Born                                                | Born                                    |
| Strecke (außer Betrieb) |                      | nach Sankt Vith (L 48, abgebaut)                    | nach Sankt Vith (L 48, abgebaut)        |

Die Bahnstrecke Vielsalm–Born war eine Eisenbahnstrecke im ehemaligen deutsch-belgischen Grenzbereich. Sie verband die Vennbahn (Aachen – Luxemburg) bei Born mit der Bahnstrecke Lüttich – Luxemburg bei Vielsalm. Im belgischen Streckennetz hatte sie die Nummer L 47a. Die Strecke war 23 km lang und bestand genau 23 Jahre (von 1917 bis 1940). Sie ist heute stillgelegt und komplett abgebaut.
Seit 2013 wird auf bzw. an der Strecke ein Fernrad-Wanderweg angelegt. 
Die ehemalige Eisenbahnstrecke ist seit 2023 nun zum Ravel Radweg L47A ausgebaut. 

## Geschichte

Planung des deutschen Angriffs (Stand 1905)

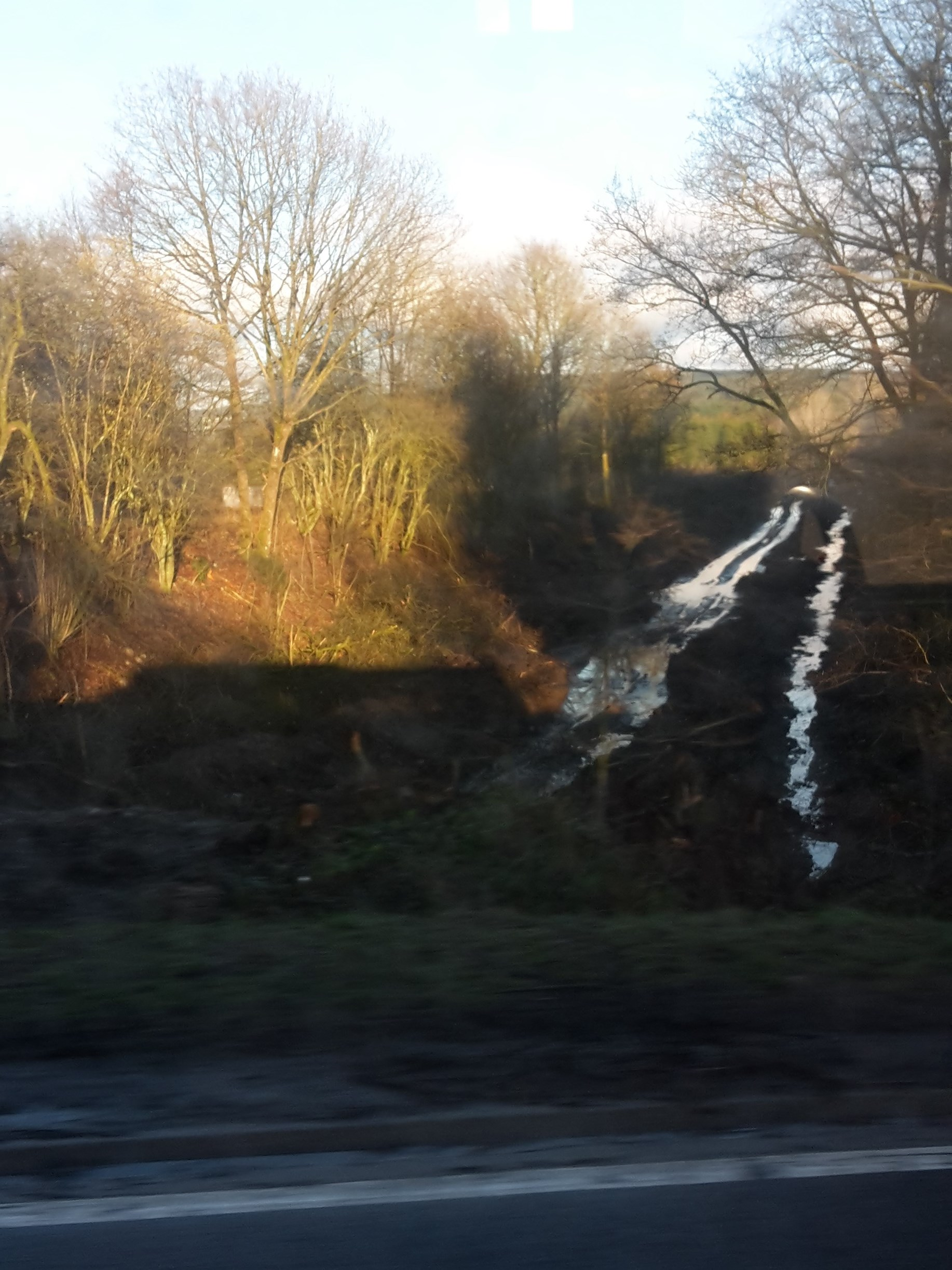
Trasse bei Poteau am Überweg der Straße N 675, Zustand Februar 2017, Blick in Richtung Deutschland, Höhe ca. 450 m ü. NN. Nach Auskunft des Fahrers der hier verkehrenden TEC-Buslinie 401 (Vielsalm – St. Vith – Losheimergraben) wurde die Trasse an dieser Stelle in den vorangegangenen Monaten komplett gerodet, nachdem sie zuvor völlig zugewachsen war.

Erste Bestrebungen für den Bau einer Bahnstrecke von Born nach Vielsalm gab es 1893. Jedoch war der zivile Bedarf für eine solche Strecke vergleichsweise gering. Der militärische Bedarf wurde hingegen groß, nachdem sich abzeichnete, dass der Schlieffen-Plan im Falle eines Krieges gegen Frankreich die bevorzugte deutsche Vorgehensweise werden würde. Nach Ausbruch des Ersten Weltkrieges befahl Ende 1914 der für die deutsche Kriegs-Eisenbahnlogistik verantwortliche Oberstleutnant Groener den Bau mehrerer strategischer Bahnlinien für die bessere Versorgung der Front im französisch-belgischen Grenzgebiet in Richtung Ardennen, Lüttich und Flandern.
Hierzu gehörten zwei in Abstand von nur etwa 10 km nahezu parallel verlaufende großzügig dimensionierte zweigleisige Hauptbahnen in Ost-West-Richtung, die von der deutschen Vennbahn aus zum einen in Vielsalm (von Born, L 47A) und zum anderen in Gouvy (von St. Vith, Linie 163) Anschluss an die Hauptstrecke Luxemburg – Lüttich schufen (und nach 1945 in Trümmern bzw. in Bedeutungslosigkeit endeten). Mit diesen beiden neuen Linien konnte man durchgehend zweigleisig und ohne zeitraubende Fahrtrichtungswechsel z. B. von Köln (über Monschau) nach Gouvy oder von Gerolstein (über St. Vith) nach Lüttich und zurück fahren. (Auch den bislang eingleisigen Abschnitt Vielsalm – Trois-Ponts – Rivage der Strecke Luxemburg – Lüttich bauten die deutschen Besatzer von 1915 bis 1916 zweigleisig aus, am Abschnitt Vielsalm – Gouvy hingegen hatten sie offenbar wenig Interesse.)
Den militärischen Bedürfnissen entsprechend wurde auch die neue Strecke Vielsalm – Born zweigleisig, mit festen Kunstbauten für die spätere Nutzung im Frieden, weitgehend ohne niveaugleiche Straßenkreuzungen und, damit die zu erwartenden schweren Lasten problemlos befördert werden konnten, mit nur geringen Steigungen errichtet. Auf zivile Transportbedürfnisse wurde bei der Streckenführung kaum Rücksicht genommen. Zwischenhalte waren auf der Strecke zunächst nicht vorgesehen. Obwohl nominell grenzüberschreitend, gestaltete sich der Bau unkompliziert, weil seinerzeit der belgische Teil unter militärischer Besatzung durch das Deutsche Reich stand.
Die rund 23 Kilometer lange Strecke wurde von deutschen Bauunternehmen errichtet. Bis zu 4000 Arbeiter (darunter auch zahlreiche Kriegsgefangene, vor allem russische), 54 Feldbahnlokomotiven und 15 Bagger wurden eingesetzt. Auf der Brücke von Hermanmont wurde am 14. August 1916 das erste der beiden Streckengleise verlegt und am kommenden Tag erstmals von einem Staatsbahnzug für die Eisenbahntruppen befahren. Auf der gesamten Strecke wurde am 10. Januar 1917 der Bahnbetrieb aufgenommen.
Nach dem Ende des Ersten Weltkrieges kam auch der Ostteil der Strecke infolge der Abtretungen aufgrund des Versailler Vertrages an Belgien. Die belgische Eisenbahn übernahm den Betrieb und führte die Strecke als L 47A. 1921 wurden die Bahnhöfe Recht und Vielsalm-Sous-Bois sowie die Haltepunkte Ligneuville und Burtonville eingerichtet. 1931 wurde das zweite Gleis abgebaut. Nach Beginn des Einmarschs deutscher Truppen nach Belgien im Zweiten Weltkrieg am 10. Mai 1940 sprengte belgisches Militär noch am selben Tage zwei Pfeiler des Viadukts von Hermanmont und unterbrach damit die Strecke. Auf dem östlichen Reststück führte die Deutsche Reichsbahn den Betrieb zwischen Recht und Born fort. Infolge der Zerstörungen während der Ardennenoffensive musste dieser 1944 eingestellt werden.
Nach Beendigung des Zweiten Weltkrieges blieb die Strecke aufgrund der Unterbrechung am gesprengten Viadukt weitgehend stillgelegt. Die Gleise östlich davon wurden 1952 entfernt. Lediglich im äußersten Westen wurde zwischen Vielsalm Bahnhof und Vielsalm-Sous-Bois unter der Liniennummer 220 noch bis 1972 Güterverkehr betrieben. 1973 wurde auch dieses Reststück abgebaut.

## Streckenbeschreibung
Die Strecke begann am Bahnhof Born im Kreis Malmedy auf der Ostseite der Vennbahn. Dies hätte es ermöglicht, direkte Züge von Osten über die projektierte Ourtalbahn heranzuführen, ohne die Vennbahn kreuzen zu müssen. Der Bau der Ourtalbahn wurde aber kurz nach Beginn aufgrund des Kriegsendes Ende 1918 wieder eingestellt. Zunächst nach Norden führend überwand die Strecke jetzt mit einem Überwerfungsbauwerk, der Freiherr-von-Korff-Brücke, die Vennbahn, um jetzt in westlicher Richtung weiterzuführen. Beim Ort Recht knickte die Strecke in südwestlicher Richtung ab, um kurz danach die damalige deutsch-belgische Grenze zu überqueren. Der Abstieg in das Tal der Salm erfolgte mittels zweier Kehren. Im Tal angekommen verzweigte sich die Strecke, um direkte Verbindungen sowohl nach Norden (zweigleisige Verbindungskurve) in Richtung Rivage – Lüttich als auch nach Süden (eingleisige Verbindungskurve) zum Bahnhof Vielsalm und weiter in Richtung Gouvy zu ermöglichen.

## Bauwerke

Zerfall der Brücke von Hermanmont von der Sprengung 1940 über den sukzessiven Einsturz weiterer Bögen bis zum heutigen Zustand (Stand: 2017, Ansicht von Süden)

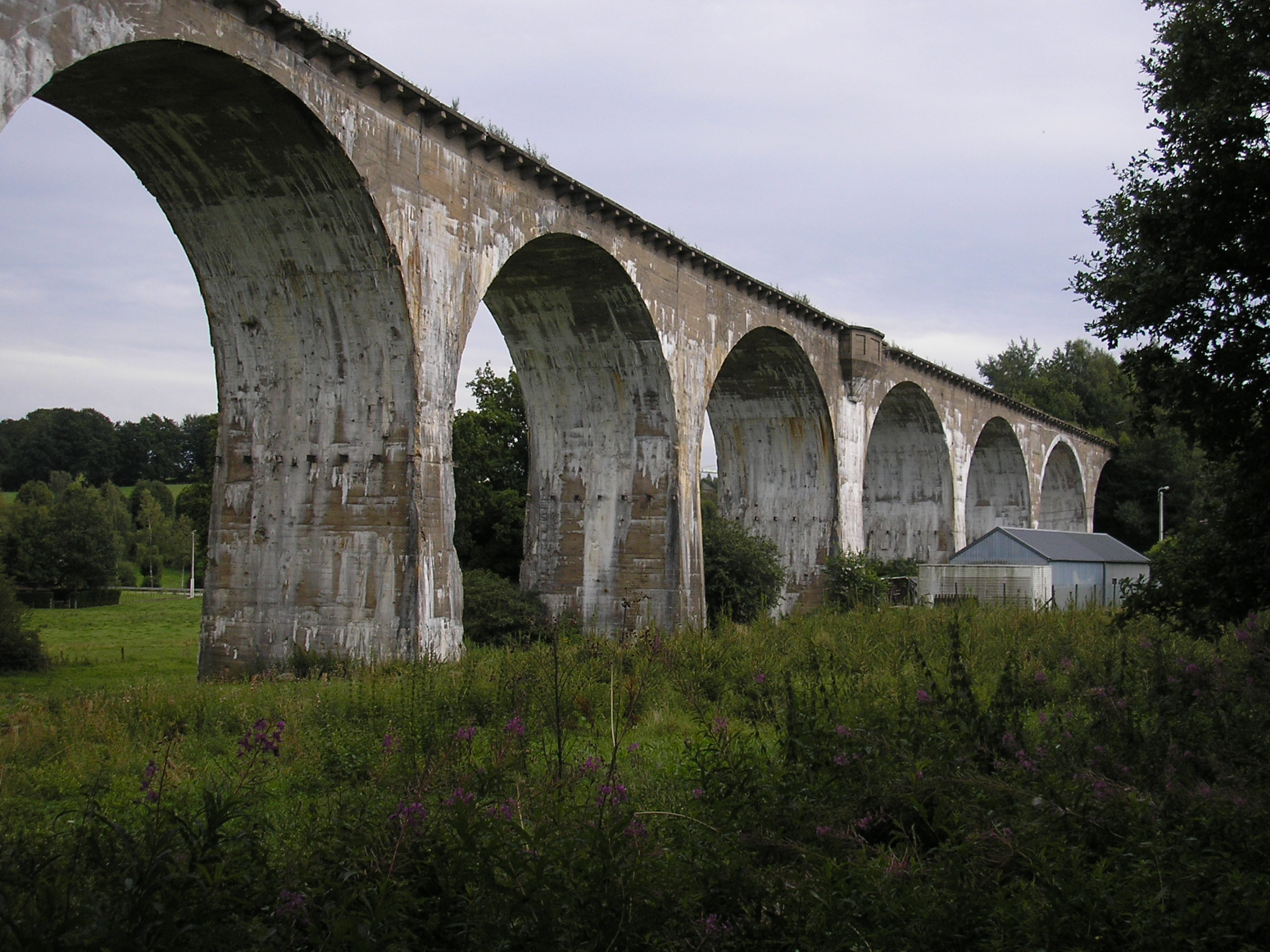
Freiherr-von-Korff-Brücke in Born (Zustand 2008)

Entlang der Strecke befinden sich zwei bemerkenswerte Bauwerke.
Der aus 10 Bögen bestehende Viadukt von Hermanmont lag oberhalb von Vielsalm in der südlichen der beiden Kehren in einem Radius von 300 m und einer Steigung von 6,6 Promille. Er war 260 Meter lang und 33 Meter hoch. Nach der Sprengung 1940 wurde er nicht wieder aufgebaut. Im Laufe der Jahrzehnte stürzten immer wieder einzelne Pfeiler ein: der erste noch im Krieg kurz nach der Sprengung,  der nächste am 26. Juni 1955 gegen 8.30 Uhr, ein weiterer in den 1960er Jahren sowie je einer im Mai 1979 und am 26. Juni 1989 gegen 16 Uhr. Seitdem hat sich der Torso nicht mehr verändert, so dass heute noch die beiden Brückenköpfe, der an den östlichen Brückenkopf anschließende Bogen sowie ein isolierter Mittelpfeiler vorhanden sind.
Nördlich von Born befindet sich die Freiherr-von-Korff-Brücke mit 11 Bögen. Dieser Viadukt ist 285 Meter lang und 18 Meter hoch. Erbaut wurde er zwischen dem 13. März und dem 21. November 1916. Zur Errichtung wurden 19.000 Kubikmeter Beton benötigt. Diese Brücke war ebenfalls mit Sprengkammern versehen, die im Mai 1940 vorgesehene Sprengung unterblieb aber aus unbekannten Gründen. Benannt ist die Brücke nach dem ehemaligen Landrat des Kreises Malmedy, Friedrich Freiherr von Korff.